# Diadegma velox
Diadegma velox là một loài tò vò trong họ Ichneumonidae.